# Nikołaj Pietrow (pianista)
Nikołaj Arnoldowicz Pietrow, ros. Николай Арнольдович Петров (ur. 14 kwietnia 1943 w Moskwie, zm. 3 sierpnia 2011 tamże) – rosyjski pianista klasyczny.

## Życiorys
Był wnukiem śpiewaka operowego Wasilija Pietrowa. W latach 1951–1961 uczył się w Centralnej Szkole Muzycznej w Moskwie u Tatjany Kestner. Od 1961 do 1967 roku studiował u Jakowa Zaka w Konserwatorium Moskiewskim, a w latach 1967–1969 odbył tam także studia aspiranckie.
Zdobył II nagrodę na Międzynarodowym Konkursie Pianistycznym im. Van Cliburna w Fort Worth (1962) i II nagrodę na Międzynarodowym Konkursie Muzycznym im. Królowej Elżbiety Belgijskiej (1964). 
Prezentował szeroki repertuar, obejmujący zarówno utwory muzyki dawnej, jak i dzieła współczesnych kompozytorów rosyjskich (Siergiej Prokofjew, Dmitrij Szostakowicz, Aram Chaczaturian, Tichon Chriennikow, Rodion Szczedrin). Dokonał prawykonań II Koncertu fortepianowego Szczedrina (1966) i Koncertu-rapsodii Chaczaturiana (1968).
Laureat Państwowej Nagrody Federacji Rosyjskiej (1993), odznaczony Orderem „Za zasługi dla Ojczyzny” IV (1997) i III (2004) stopnia oraz Orderem Honoru (2008).